# Exponencial matricial
Em matemática, a exponencial matricial é uma função matricial definida no conjunto das matrizes quadradas e possui propriedades semelhantes à função exponencial definida nos números reais (ou complexos). Mais abstratamente falando a exponencial matricial estabelece uma conexão entre a álgebra de Lie das matrizes e o seu correspondente grupo de Lie. 
Seja {\displaystyle A\,} uma matriz real ou complexa {\displaystyle n\times n\,}, define-se {\displaystyle e^{A}=\exp(A)\,} pela seguinte série de potências:
{\displaystyle e^{A}:=I+\sum _{n=1}^{\infty }{\frac {A^{n}}{n!}}\,}, onde {\displaystyle I\,} é a matriz identidade
A convergência desta série é garantida pelo teste M de Weierstrass.

## Origens
Generalizando a série de Taylor para matrizes: 
{\displaystyle f(x)=\sum _{n=0}^{\infty }{\frac {f^{(n)}(a)}{n!}}(x-a)^{n}} para uma matriz, {\displaystyle f(x)=e^{x}}, sendo "a" como matriz nula, temos: {\displaystyle e^{A}=\sum _{n=0}^{\infty }{\frac {A^{n}}{n!}}}. 
como o primiero termo da equação é {\displaystyle A^{0}} e sendo essa a matriz identidade, ficamos finalmente com: 
{\displaystyle e^{A}=I+\sum _{n=1}^{\infty }{\frac {A^{n}}{n!}}}. 

## Propriedades
Sejam {\displaystyle A\,} e {\displaystyle B\,} matrizes quadradas {\displaystyle n\times n\,} e {\displaystyle a\,} e {\displaystyle b\,} números reais ou complexos arbitrários. Denotamos por {\displaystyle I\,} a matriz identidade {\displaystyle n\times n\,} e por {\displaystyle O\,} a matriz nula de mesmas dimensões. {\displaystyle A^{*}\,} indica a matriz transposta conjugada de {\displaystyle A\,} e {\displaystyle A^{T}\,} denota a matriz transposta de {\displaystyle A\,}. São válidas as seguintes propriedades:
- {\displaystyle e^{0}=I\,}
- {\displaystyle e^{aA}e^{bA}=e^{(a+b)A}\,}
- {\displaystyle e^{A}e^{-A}=I\,}
- Se {\displaystyle AB=BA\,} então {\displaystyle e^{A}e^{B}=e^{A+B}\,}
- Se {\displaystyle B\,} é uma matriz invertível então {\displaystyle e^{BAB^{-1}}=Be^{A}B^{-1}\,}
- {\displaystyle \det(e^{A})=e^{{\hbox{tr}}(A)}\,}, onde {\displaystyle \det(e^{A})\,} é o determinante de {\displaystyle e^{A}\,} e {\displaystyle {\hbox{tr}}A\,} é o traço de {\displaystyle A\,}
- {\displaystyle e^{(A^{T})}={(e^{A})}^{T}\,}. Disto segue que se {\displaystyle A\,} é uma matriz simétrica {\displaystyle e^{A}\,} também o é. Se {\displaystyle A\,} é uma matriz antissimétrica é uma matriz ortogonal.
- {\displaystyle e^{(A^{*})}={(e^{A})}^{*}\,}. Disto segue que se {\displaystyle A\,} é uma matriz hermitiana {\displaystyle e^{A}\,} também o é. Se {\displaystyle A\,} é uma matriz anti-hermitiana é uma matriz unitária.

## Exemplo no cálculo da exponencial de uma matriz
Imaginemos que queremos calcular {\displaystyle e^{A}} sabendo que
{\displaystyle A={\begin{bmatrix}2&1\\0&0\end{bmatrix}}}
Calculemos {\displaystyle A^{2},A^{3}...A^{n}}
{\displaystyle A^{2}={\begin{bmatrix}2&1\\0&0\end{bmatrix}}{\begin{bmatrix}2&1\\0&0\end{bmatrix}}={\begin{bmatrix}4&2\\0&0\end{bmatrix}},A^{3}=A^{2}A={\begin{bmatrix}8&4\\0&0\end{bmatrix}}}
{\displaystyle A^{n}={\begin{bmatrix}2^{n}&2^{n-1}\\0&0\end{bmatrix}},n\neq 0}
Sabemos então que
{\displaystyle e^{A}=\sum _{n=0}^{\infty }{\frac {A^{n}}{n!}}}
{\displaystyle e^{A}=I+\sum _{n=1}^{\infty }{\frac {A^{n}}{n!}}=I+\sum _{n=1}^{\infty }{\frac {1}{n!}}{\begin{bmatrix}2^{n}&2^{n-1}\\0&0\end{bmatrix}}=}
{\displaystyle =I+{\begin{bmatrix}\sum _{n=1}^{\infty }{\frac {2^{n}}{n!}}&\sum _{n=1}^{\infty }{\frac {2^{n-1}}{n!}}\\0&0\end{bmatrix}}={\begin{bmatrix}\sum _{n=0}^{\infty }{\frac {2^{n}}{n!}}&{\frac {1}{2}}\sum _{n=1}^{\infty }{\frac {2^{n}}{n!}}\\0&1\end{bmatrix}}}
{\displaystyle e^{A}={\begin{bmatrix}e^{2}&{\frac {1}{2}}(e^{2}-1)\\0&1\end{bmatrix}}}

## Equações diferenciais ordinárias lineares
Um problema de valor inicial para um sistema de equações diferencias ordinárias lineares homogêneas com coeficientes constantes pode ser escrito na forma matricial:
{\displaystyle \left\{{\begin{array}{ll}{\frac {d}{dt}}y(t)=Ay(t)\\y(t_{o})=y_{o}\end{array}}\right.\,}
onde a incógnita {\displaystyle y(t)\,} é um vetor de dimensão {\displaystyle n\,} que depende do tempo, {\displaystyle y_{0}\,} é a condição inicial e {\displaystyle A\,} é uma matriz {\displaystyle n\times n\,}.
A solução deste sistema é dada por:
{\displaystyle y(t)=e^{A(t-t_{0})}y_{0}\,}
A matriz {\displaystyle E(s)\,} definida como {\displaystyle e^{sA}\,} pode ser interpretada como operador que associa cada condição inicial {\displaystyle y_{0}\,} à solução do sistema de equações no instante {\displaystyle t_{0}+s\,}. 
A exponencial matricial também pode ser usada para resolver o problema não-homogêcio associado
{\displaystyle \left\{{\begin{array}{ll}{\frac {d}{dt}}y(t)=Ay(t)+f(t)\\y(t_{o})=y_{o}\end{array}}\right.\,}
pelo Método da variação de parâmetros, ou seja, busca-se por soluções da forma:
{\displaystyle y(t)=e^{A(t-t_{0})}z(t)\,}
Substituindo esta expressão na equação diferencial, temos:
{\displaystyle Ae^{A(t-t_{0})}z(t)+e^{A(t-t_{0})}{\frac {d}{dt}}z(t)=Ae^{A(t-t_{0})}z(t)+f(t)\,}
ou, resolvendo para {\displaystyle z(t)\,}:
{\displaystyle {\frac {d}{dt}}z(t)=e^{-A(t-t_{0})}f(t)\,}
trocando {\displaystyle t\,} por {\displaystyle s\,} e integrando em {\displaystyle [t_{0},t]\,}, temos:
{\displaystyle z(t)=z(t_{0})+\int _{t_{0}}^{t}e^{-A(s-t_{0})}f(s)ds\,}
e, finalmente:
{\displaystyle y(t)=e^{A(t-t_{0})}y_{0}+\int _{t_{0}}^{t}e^{A(t-s)}f(s)ds\,}